# سرنجی نارنجی
سُرَنجی نارنجی (نام علمی: Pericrocotus flammeus) نام یک گونه از سرده سرنجی است.